# Liming Lisuzu Xiang
Liming Lisuzu Xiang (kinesiska: 黎明, 黎明傈僳族乡) är en socken i Kina. Den ligger i provinsen Yunnan, i den sydvästra delen av landet, omkring 370 kilometer nordväst om provinshuvudstaden Kunming. Antalet invånare är 15 344. Befolkningen består av 7 414 kvinnor och 7 930 män. Barn under 15 år utgör 17,0 %, vuxna 15-64 år 73 %, och äldre över 65 år 9,0 %.
Genomsnittlig årsnederbörd är 1 028 millimeter. Den regnigaste månaden är juli, med i genomsnitt 305 mm nederbörd, och den torraste är november, med 3 mm nederbörd.